# 七政四餘
七政四餘是中國古代所用的星曜名稱。“七政”是指太陽、月亮、火星、水星、木星、金星、土星，“四餘”是古代天文學構擬出來的虛星（古代中國視為隱曜、暗曜），指羅㬋、計都、紫氣、月孛。

## 四餘

### 歷史
羅㬋（Rāhu，吞食日月的阿修羅神，也就是日、月食）與計都（Ketu，阿修羅神的蛇尾半身，也就是彗星）是從印度傳入的古典行星名稱，和七政合稱為「九曜」、「九執」（梵語：Navagraha），在唐朝時用於官方的天文觀測和曆法推算，也用於從印度傳來的九曜術/宿曜術。紫氣、月孛出現較晚，很可能是中國本土的術士在唐末、五代時以九曜為基礎改造成十一曜，發展出七政四餘推命術。
十一曜於宋真宗崇奉道教後廣泛流行起來，成為道教崇奉的星君，紫氣、月孛也在元朝、明朝時成為官方天文觀測和曆法推算的項目。清朝初期湯若望推行新曆法，新法和舊法在四餘定義、用處及推算方式的衝突成為康熙曆獄的導火線之一。

### 定義
據九世紀初自印度譯來的《七曜攘災決》，羅㬋指月球軌道與黃道的升交點，計都為月球之遠地點（月行最遲之處）。唐末宋初時，羅㬋和計都的定義發生變動，變作成對交會點，羅㬋改指月球軌道與黃道的降交點（又稱為交初），計都為升交點（又稱為交中）。清初湯若望推行新法，以羅㬋為升交點，計都為降交點。不過，星命家通常仍沿襲舊法對羅、計的定義，以羅㬋為降交點、計都為升交點，沒有隨新法更動。星命家以羅㬋為「火餘」，計都為「土餘」。
紫氣二十八年繞行一周天，但找不著對應的天文現象，據說起自於閏法（十九年七閏，則二十八年約有十閏）。另種可能，或許是仿「太歲」一年一辰，一周天十二辰就有十二年，而設想出一個一年一宿，一周天二十八宿就有二十八年名為「紫氣」的隱曜。星命家將紫氣視為「景星」（《開元占經》以景星為客星一類）、「木餘」。月孛繼承了計都起初的定義（孛星是彗星，計都即是彗星，《七曜攘災決》又稱計都為「月勃力」，因此月孛應是從計都分化而出），為月球之遠地點，是阻礙月球運行的隱曜，星命家視為「水餘」。 

## 道教神明
道教的《上清十一大曜燈儀》將七政四餘稱為「日宮太陽帝君」、「月宮太陰皇君」、「東方木德歲星重華星君」、「南方火德熒惑執法星君」、「西方金德太白天皓星君」、「北方水德辰星伺晨星君」、「中央土德地候鎮星真君」、「交初建星羅㬋隱曜星君」、「交終神尾墜星計都星君」、「天一紫炁道曜星君」、「太一月孛彗星星君」。

## 七政四餘推命
七政四餘推命，或稱五星推命，是以人出生之年月日，觀察七政四餘等星曜，所居十二宮的廟旺，所躔二十八宿的度數，測人命之吉凶，屬中國古代的星命之學，可分作三派：琴堂五星、果老星宗、天官五星。琴堂五星最為古老，傳說出自僧人一行。果老星宗，傳說是由唐代道士張果老所創，該派由批評琴堂五星而成立。天官五星則據說源自耶律楚才，成立最晚。七政四餘推命的星命術後來又變化出紫微斗數，不過紫微斗數中的星曜全屬虛星，七政四餘推命的星命術則仍要考慮實際天體的運行。
現存最早星宗命書《三辰通載》的天文推步法，來自曹士蒍於唐建中年間（八世紀末）創立的《符天曆》，該曆以顯慶五年為曆元、雨水為歲首，無上元積年，為民間術士所習用。陳振孫《直齋書錄解題》亦有相關記載，「東陽術士曹東野自言今世言五星者，皆用唐《顯慶曆》曆法（即符天曆），更本朝（趙宋），前後無慮十餘變，而《百中經》猶守舊曆，安得不差！乃用見行曆法推算」。

### 一行、張果和耶律楚才
一行和張果在正史的傳記、早期紀錄都未有學習、傳佈七政四餘推命之術的記載，頂多提及一行善天文曆算、陰陽五行之學，其著作偏向曆法、太一、遁甲一類，張果會演示仙家變幻之術而已，並且七政四餘推命所用的十一曜約在唐末五代時才成立，所用的十二宮出自九世紀初的《七曜攘災決》，和兩人年代不合，因此多半是後世星命家依託古人，借名號以傳揚其術。對於耶律楚才，正史記載他「旁通天文、地理、律曆、術數及釋老、醫卜之說」，傳記提及的術數涉及太一、曆法、星象占候（非星命）一類。保守來說，從正史只能確認耶律楚才通曉曆法，以及星象占候（《元史》：「長星見西方，楚材曰：「女真將易主矣。」明年，金宣宗果死」）、太一等占卜術，沒有言及推人祿命。不過，朱睦㮮的《萬卷堂書目》載有「五星祕訣一卷耶律楚材」，明初編纂只錄書名的《文淵閣書目》亦載有此書，黃虞稷《千頃堂書目》載「耶律楚材五星秘語一卷」，屬於五行類的術數著作，因此耶律楚才或有可能傳下星宗推命術，有待進一步的研究確認。

## 外部文件
- 黃一農〈清前期對「四餘」定義及存廢的爭執〉。
- 高振宏〈道教月孛法研究——道經和通俗文學的綜合考察 （页面存档备份，存于）〉。
- 王芳屏〈從知識社會學看星命術知識之建構 （页面存档备份，存于）〉。
- 韋兵〈宋元士大夫與星命、星命術士 （页面存档备份，存于）〉。
- 趙江紅〈五星是曆：星曜行度文獻源流考 （页面存档备份，存于）〉。
- 趙江紅〈靜嘉堂藏孤本《三辰通載》考略 （页面存档备份，存于）〉。